# Sonny Tuckson
Sonny Tuckson is een stripfiguur uit de reeks van De avonturen van Buck Danny. 

## Beschrijving
Sonny Tuckson is een Texaanse jachtvlieger in de US Navy, naast stints met de US Air Force, CIA en zelfs de legendarische Vliegende Tijgers. Samen met zijn twee vrienden Jerry Tumbler en Buck Danny vliegt hij al meer dan 60 jaar bij de Amerikaanse luchtmacht en de Navy.
Vergeleken met Danny en Tumbler is Tuckson beduidend kleiner van gestalte, heeft hij opvallend rode haren en is hij een beetje de deugniet en de speelvogel van het drietal. Regelmatig wordt hij dan ook slachtoffer van Danny's grappen en kwinkslagen, of laat hij zich door zijn eigen impulsen in de nesten werken. Toch is hij een uitmuntende persoon met een groot hart, en is hij vaak genoeg bereid zijn leven te wagen voor zijn vrienden. 
Ook op romantisch vlak heeft Tuckson het niet altijd voor de wind en zelfs met zijn Texaanse flegma loopt hij vaak genoeg een blauwtje op, vaak tot groot jolijt van zijn vrienden en kameraden. 
een running gag is dat Tuckson het vaak aan de stok krijgt met O'Connor, de mopshond van admiraal Walker, wanneer hij zich aan boord van een vliegkampschip bevindt.